# Скрипа Йосип
Осип Скри́па, або Йо́сип Іванович Скри́па (1 лютого 1894 — 12 лютого 1929, Прага) — громадсько-політичний діяч на Холмщині, учитель.

## Життєпис
Родом з с. Седлиська Замостського повіту.
1922—1928 — посол до Польського сейму, спочатку членом Українського Клубу в польському сеймі, з 1924 — фракції УСДП; співпрацював з КПЗУ. Помер у Празі.
Особливо активним був український рух на Холмщині, яким керували брати Антін і Павло Васиньчуки, Йосип Скрипа, Яків Войлок, Семен Любарський, Іван Пастернак, Степан Маківка.